# Jakob Sasportas

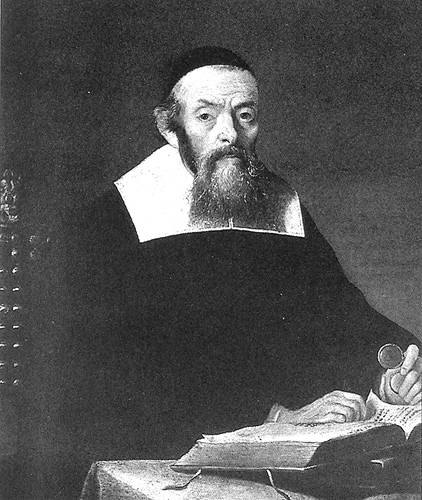
Jakob Sasportas. Ölgemälde von Isaack Luttichuys, Amsterdam 1671

Jakob ben Aaron Sasportas (* 1610 in Oran; † 15. April 1698 in Amsterdam) war ein Rabbiner, Kabbalist und vehementer Gegner der sabbatianischen Bewegung.

## Leben
Jacob Sasportas wurde 1610 im spanisch besetzten Oran (heute Algerien) in eine sefardische Familie geboren, die ihre Wurzeln bis zu Nachmanides zurückführte. Er wurde in Marokko zum Rabbiner berufen und hatte die einflussreichen Rabbinate vom Tlemcen und Salé inne. Im Alter von 37 Jahren kam er in Konflikt mit den marokkanischen Behörden und verließ das Land nach einem kurzen Gefängnisaufenthalt. Er besuchte verschiedene sefardische Gemeinden Westeuropas wie London, Livorno, Hamburg und Amsterdam.
 
Er begleitete Menasse ben Israel 1655 bei dessen Mission nach England. Zwischenzeitlich kehrte er kurz nach Nordafrika zurück. Im Jahr 1664 wurde er als Hacham an die junge sefardische Gemeinde Londons berufen. Wegen des Pestausbruchs verließ er England bereits wieder im folgenden Jahr. 
Er kam im Herbst 1665 mit seiner Familie in Hamburg an, zu einem Zeitpunkt als erste messianische Berichte in der Stadt eintrafen. Da er in seiner Hamburger Zeit (1665–1673) kein offizielles rabbinisches Amt innehatte, konnte er sich ganz dem Sabbatianismus widmen. Er war einer der wenigen führenden jüdischen Gestalten Europas, die sich mit Vehemenz der messianistischen Bewegung entgegensetzte. In vielen Briefen an Bekannte und Freunde warnte er vor Sabbatai Zwi, den er als falschen Messias erkannte. Gleichzeitig protokollierte er die Ereignisse in Hamburg.
Ab 1673 hielt er sich wieder in Amsterdam auf. Zeitweise unterrichtete er an der Jeschiwa de los Pintos. Zwischendurch war er auch wieder in Italien anzutreffen. Sein größter Wunsch, eine ihm gebührende Position in Amsterdam einzunehmen, erfüllte sich erst 1693, als Isaac Aboab da Fonseca starb. Als 83-Jähriger wurde Sasportas endlich wieder zum Rabbiner ernannt. Er starb wenige Jahre später am 17. April 1698 und wurde im jüdischen Friedhof von Beth Haim (Ouderkerk aan de Amstel) beerdigt.
Seine Responsen-Sammlung Ohel Ya’acov wurde von seinem Sohn Abraham Sasportas veröffentlicht. In die Geschichte eingegangen ist er jedoch vor allem wegen seiner Schrift Zizat nowel Zwi (Welke Blume der Herrlichkeit), die ebenfalls 1737 in erstmals gedruckt wurde. Das Zizat nowel Zwi – der vollständige Text erschien erst 1954 – gilt als eine der wichtigsten Quellen zur sabbatianischen Bewegung. Das Buch enthält hauptsächlich die Korrespondenz Sasportas' mit einigen seiner Zeitgenossen.

## Werkausgaben
- Ohel Ya’akov (Responsensammlung). Amsterdam 1737.
- Kizzur Zizat Novel Zevi (Kurzversion). Amsterdam 1737, Altona 1757, Odessa 1867.
- Zizat Novel Zevi (Vollversion, herausgegeben von I. Tishby). Jerusalem 1954.